# Wolfgang Schattauer
Wolfgang Schattauer (ur. 8 października 1959) – austriacki niepełnosprawny kolarz. Mistrz paraolimpijski z Pekinu w 2008 roku.

## Medale Igrzysk Paraolimpijskich

### 2012
- - Kolarstwo - wyścig uliczny/trial na czas - H1

- - Kolarstwo - wyścig uliczny - H1

### 2008
- - Kolarstwo - trial na czas - HC A